# 不降

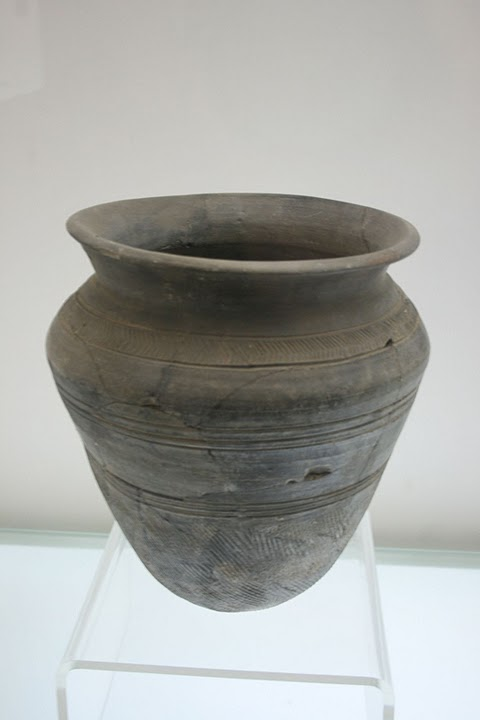
不降

不降（ふこう）は、夏朝の第11代帝。帝孔甲の父。弟は帝扃。『竹書紀年』によると、19年間在位した。即位後、6年目に九苑を討ったという。 